# بيت أبو مريم (أرحب)

تعديل مصدري - تعديل

بيت أبو مريم هي إحدى قرى عزلة بني على بمديرية أرحب التابعة لمحافظة صنعاء، بلغ تعداد سكانها 166 نسمة حسب تعداد اليمن لعام 2004.